# Prytan
Prytan (gr. πρύτανις lm. πρυτάνεις być może od πρῶτος „pierwszy”) – wysoki urząd w wielu państwach starożytnej Grecji.
Urząd ten wywodził się z czasów królewskich, a spotykany był potem w wielu państwach. W Koryncie w królewskim rodzie Bakchiadów wybierano każdego roku najwyższego urzędnika zwanego prytanem; podobnie było na Korkyrze. W państwach demokratycznych było dwóch prytanów, na przykład na Rodos dwaj prytani zastąpili jednego wybieranego poprzednio z rodu Eratydów, będącego odgałęzieniem rodu Heraklidów; każdy z nich sprawował władzę przez 6 miesięcy. Prytani występowali na Tenedos, Kos, Astipalei, w Milecie, Efezie, Smyrnie, Teos. Byli często urzędnikami eponimami, np. w Mitylenie czy Pergamonie.
Najbardziej znana jest instytucja prytanii w Atenach. Po reformach Klejstenesa nazwą tą oznaczano urzędującą w danym okresie część rady. W ramach bule 1/10 jej członków, tzn. 50 członków z każdej fyli, to prytanowie urzędujący razem w prytanejonie przez dziesiątą część roku (okres ten nazywano prytaneją lub prytanią), czyli 35 lub 36 dni (a w latach przestępnych 38 lub 39 dni). W ten sposób reprezentanci każdej fyli, wyłonionej kolejno w drodze losowania, sprawowali funkcje prytanów. Posiłki spożywali wspólnie w Prytanejonie na koszt państwa, następnie przenieśli się do Tolosu na agorze. Kolegia prytanów pełniły swoje obowiązki w Tolosie przez cały dzień, a jedna trzecia prytanów pozostawała tam również na noc.
Każde kolegium prytanów wybierało spośród siebie drogą losowania przewodniczącego kolegium, epistatesa, który sprawował tę funkcję przez dobę i nie mógł być wybrany po raz drugi. Przechowywał pod swoją opieką pieczęcie oraz klucze do świątyń, gdzie znajdował się skarbiec państwowy i archiwa, i przez jeden dzień był swoistym szefem rządu, przewodniczył bule i eklezji.
Prytani przygotowywali oraz kierowali posiedzeniami bule i eklezji, wyznaczali przedmiot i porządek obrad, przyjmowali posłów zagranicznych. Mogli także przyznawać i otrzymywać wieńce.
W IV wieku p.n.e. odebrano prytanom prawo przewodniczenia zgromadzeniom, by nadać je proedrom.
Nazwę „prytan” nadawano też niekiedy niektórym tyranom, jak np. uczynił to Pindar w odniesieniu do Hierona z Syrakuz.